# Вільям Слевенс МакНатт
Вільям Слевенс МакНатт (англ. William Slavens McNutt; 12 вересня 1885, Урбана — 25 січня 1938, Сан-Фернандо) — американський сценарист. Він написав сценарії для 28 фільмів між 1922 і 1939 роками. В 1932 році МакНатт був номінований на премію «Оскар» за найкраще літературне першоджерело (Леді та джентльмен). У 1936 році він був вдруге номінований за найкращий адаптований сценарій до фільму Життя Бенгальського улана.
Вільям МакНатт народився у місті Урбана, штат Іллінойс, і помер в Сан-Фернандо, Каліфорнія.

## Вибрана фільмографія
- 1930: Ізгой / Derelict
- 1930: Том Сойєр / Tom Sawyer
- 1931: Гекльберрі Фінн / Huckleberry Finn
- 1932: Леді та джентльмен / Lady and Gent